# Intérieur d'un atelier de femme peintre
L’Intérieur d'un atelier de femme peintre (dit aussi Atelier d'artiste Atelier d'une femme peintre) est un tableau réalisé en 1789 par la peintre française Marie-Victoire Lemoine et exposé au Salon de 1796. Il fait partie de la collection du Metropolitan Museum of Art de New York.
L'œuvre est considérée par certains comme un hommage à Louise Élisabeth Vigée Le Brun.